# Jelly Roll Morton
Ferdinand Joseph LaMenthe, más conocido como "Jelly Roll Morton", fue un pianista, compositor y cantante estadounidense nacido, probablemente, el 20 de septiembre de 1885 en Gulfport, Mississipi, según la historiografía convencional, y fallecido en Los Ángeles, California, el 10 de julio de 1941. No obstante, algunos autores estiman que nació en Nueva Orleans, el 20 de octubre de 1890, y que su apellido era LaMothe y no LaMenthe. Morton pertenecía a la pequeña burguesía de los criollos de Nueva Orleans, donde se educó, y se presentó a sí mismo como el inventor del jazz en una carta enviada a la revista Down Beat, en 1938.
Su composición "Jelly Roll Blues", publicada en 1915, fue una de las primeras composiciones de jazz publicadas.

## Biografía

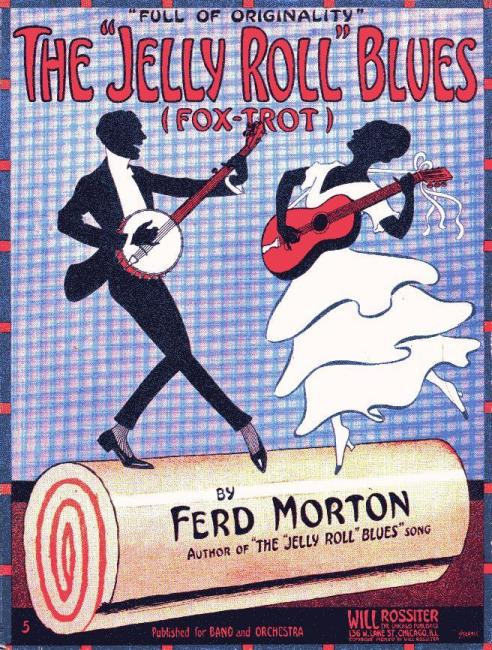
Morton decía que escribió "Jelly Roll Blues" en 1905.

La fecha y el año de nacimiento de Morton son inciertos, dado que nunca se emitió un certificado de nacimiento para él. La ley que exigía certificados de nacimiento para los ciudadanos estadounidenses  no entró en vigor hasta 1914. por lo que no se sabe su fecha exacta.
Abandonado con su abuela, se dedicó a la música desde niño y a partir de 1902 se convierte en una de las figuras señeras de los lupanares de moda de la ciudad y desarrolló desde entonces una carrera musical caótica y una vida desordenada que, sin embargo, no influyeron en su talento. Al descubrir la abuela de Morton que tocaba jazz en un lupanar lo repudió por deshonrar el nombre y entonces él se lo cambió a Morton.  Mientras que el origen de "Jelly Roll" dicen que era un slang afroamericano para genitales femeninos .
En 1920 lo encontramos en Chicago y, al año siguiente, en Nueva York. Siendo jugador empedernido perdía mucho y decide entre 1912 y 1922 recorrer toda América del Norte cantando y tocando el piano en diferentes clubes. Más tarde vuelve a Chicago y forma una banda, grabando sus primeros registros en solitario o junto a King Oliver. Será entre 1926 y 1930 cuando alcance el cénit de su éxito, junto a sus Red Hot Peppers, que incluían a Kid Ory, Johnny Dodds, John Saint-Cyr, Red Allen, Babby Dodds y otros músicos muy vinculados al estilo Nueva Orleans.
Morton mantuvo su concepto de arreglos basados en las improvisaciones polifónicas colectivas, de fuerte aliento hot, incluso en los años 1930, cuando ya todas la orquestas funcionaban con los arreglos por secciones típicos de las big bands de swing. Deshecha la banda hacia 1930, se convierte en un pianista esporádico de clubes oscuros, hasta que Alan Lomax lo redescubre tocando en un local de Washington llamado Music Box o Blue Moon Inn, donde era pianista y gerente del lugar. En mayo de 1938, Lomax invitó a Morton a grabar música y entrevistas para la Biblioteca del Congreso.
En estas entrevistas, Morton afirmó haber nacido en 1885. Los estudiosos de Morton, como el musicólogo Lawrence Gushee, dicen que Morton era consciente de que si hubiera nacido en 1890 no podía ser el inventor del Jazz y también dijo que Buddy Bolden tocaba ragtime pero no jazz, una opinión que no era aceptada por algunos de los contemporáneos de Bolden en Nueva Orleans. Aunque las contradicciones pueden surgir de las diferentes definiciones de "ragtime" y "jazz".
En sus dos últimos años de vida volvió a montar una banda, con reducido éxito, a pesar de contar en ella con músicos como Sidney Bechet, Wellman Braud  o Zutty Singleton, con quienes realizó varias grabaciones bajo el nombre de New Orleans Jazzmen.
Jelly Roll Morton actualmente reposa en el cementerio Calvery de Los Ángeles.

## Obra
El estilo pianístico de Morton se formó a partir del ragtime y el "shout" de la escuela secundaria, que también evolucionaron por separado en la escuela neoyorquina del stride. La forma de tocar de Morton también se acercaba al boogie-woogie.
Como cantante disponía de una voz aguardentosa y estridente, con un fraseo rico e imaginativo, con recursos como el humming o bocaquiusa, es decir, canto con la boca cerrada.
Como compositor, un gran número de sus obras se convirtieron en clásicos del jazz: King Porter Stomp, Wolverine blues, Kansas City Stomp... En la composición, manejaba con soltura los recursos tradicionales y folclóricos, especialmente los blues, los rags y los stomps.

## Vida Personal
Morton se casó con Mabel Bertrand, en noviembre de 1928 en Gary, Indiana.
Según Anita Gonzales, su compañera de toda la vida, era un "católico muy devoto". En su tumba hay un gran rosario tallado en lugar de imágenes musicales.

## Discografía
- 1923/24 (Milestone, 1923–24)
- Red Hot Peppers Session: Birth of the Hot, The Classic Red Hot Peppers Sessions (RCA Bluebird, 1926–27)
- The Pearls (RCA Bluebird, 1926–1939)
- Jazz King of New Orleans (RCA Bluebird, 1926–30)
- Jelly Roll Morton: The Complete Library of Congress Recordings, Vols. 1–8 (8-CD Box Set) (Rounder, 2005)

## Representaciones
Jelly Roll Morton es utilizado como personaje secundario en la novela Novecento de Alessandro Barrico, así como en la película que inspiró esta novela: La leyenda del pianista en el océano, donde su papel es interpretado por Clarence Williams III.